# 石川綾乃
石川 綾乃（いしかわ あやの、1981年11月17日）は、日本の声優、舞台女優。東京俳優生活協同組合所属。神奈川県出身。

## 略歴
幼い頃の将来の夢は保母だったが、多くの子供達に夢を与えられる職業として声優を志した。小学校時代、教師の物まねを友人に褒められたり、演劇発表会に意地悪なお婆さん役で出演し、皆に笑ってもらい、芝居の楽しさを知った経験も大きかったという。高校卒業後、様々な芸術に触れるために芸術大学に進学。それと併せてアルバイトで学費を貯めて専門学校にも入学。その後、オフィス薫の付属養成所で演技の勉強を続けていた。
2012年4月までオフィス薫に所属していたが、同年7月より東京俳優生活協同組合に所属となる。

## 人物
声種はメゾソプラノからアルト。
趣味は観劇、歌、雑貨屋めぐり、食べ歩き。甘いものが好きでいくらでも食べられる。

## 出演
太字はメインキャラクター。

### テレビアニメ
2006年
- あたしンち（客B）
- ドラえもん（テレビ朝日版第2期）（通行人）
- Kanon（第2作）（生徒）
- 史上最強の弟子ケンイチ（新体操部員）

2007年
- がくえんゆーとぴあ まなびストレート!（生徒）

2008年
- 銀魂（2008年 - 2009年、幼少鬱蔵、門番B、百華、百華B））
- 隠の王（風魔忍）
- ネットゴーストPIPOPA（エコロン）
- のらみみ（女の子たち）
- 我が家のお稲荷さま。（久保田秋一、しおり、大五郎、くじ引きの係員、お化け屋敷の女性客、倉田（大学生）、女子部員 他）

2009年
- うみものがたり 〜あなたがいてくれたコト〜（リポーター）
- かなめも（女子生徒、同級生A）
- NARUTO -ナルト- 疾風伝（タマキ、茶屋の女中）
- ファイト一発! 充電ちゃん!!（浪人生の母、まぁ子）

2010年
- 黒執事II（エレン）
- 屍鬼（小出梓）
- 閃光のナイトレイド（秋月春陽 他）
- デュラララ!!（杏里の母）
- 伝説の勇者の伝説（子供）
- 薄桜鬼（千姫）

2011年
- ゆるゆり（2011年 - 2015年、吉川ともこ） - 3シリーズ

2012年
- クレヨンしんちゃん（主婦B）

2013年
- COPPELION（川端雪子）

2015年
- デュラララ!!×2 転（園原沙也香）

2016年
- 薄桜鬼 〜御伽草子〜（千姫）

2017年
- CHAOS;CHILD（小6女子A）

2023年
- デキる猫は今日も憂鬱（ゆりの母）

### 劇場アニメ
- ジュノー（2010年、少年ジュノー[7]）

### OVA
- 異世界の聖機師物語（2009年、アンジェラ、グリノ、ハヅキ）
- こえでおしごと!（2010年、藁園文花）
- 薄桜鬼 雪華録（2011年、千姫）
- OVAの中に1人、妹がいる!（2013年、凛香の母）
- ゆるゆり なちゅやちゅみ!（2014年、吉川ともこ）

### ゲーム
2008年
- 薄桜鬼 〜新選組奇譚〜（千姫）

2010年
- 薄桜鬼 遊戯録（千姫）
- 薄桜鬼 巡想録（千姫）

2012年
- アガレスト戦記 Mariage（ペルチェ）
- 薄桜鬼 幕末無双録（千姫）

2013年
- 薄桜鬼 鏡花録（千姫）

2014年
- 城姫クエスト（米沢城）
- 薄桜鬼SSL 〜sweet school life〜（鈴鹿千）

2015年
- 薄桜鬼 真改 風ノ章（千姫）
- ファイアーエムブレムif（セツナ、クリムゾン）
- ブレイブソード×ブレイズソウル

2016年
- 薄桜鬼 真改 華ノ章（千姫）
- 悠久のティアブレイド -Lost Chronicle-（エルゼ）

2017年
- ファイアーエムブレム ヒーローズ（セツナ）
- 悠久のティアブレイド -Fragments of Memory-（エルゼ）

### ドラマCD
- イロメ（杉浦由美）
- 怪異いかさま博覧亭（蓮花）
- 薄桜鬼 ドラマCD 〜島原騒動記〜（お千）

### 吹き替え

#### 映画
- 赤ちゃんと僕（キム・ビョル〈ソン・ハユン〉）
- 愛しのベス・クーパー
- インクレディブル（ホープ・バートレット〈シャーラン・シモンズ〉）
- エド・ゲイン
- 大きなお友達ミーシー（英語版）（ポーニー）
- オーストラリア
- 傷だらけの男たち
- ゴージャス
- ゴースト・プリズン
- サイボーグ・シティ
- ザ・スピリット（プラスター・オブ・パリス）
- THE レジェンド -伝説の勇者-（ディツィワ〈マリーナ・アレクサーンドロヴァ〉）
- スターシップ・トゥルーパーズ3
- 捨て犬マッカムの冒険（英語版）（ナムカン）
- ソウ5（アシュレイ〈ローラ・ゴードン〉）
- そんな彼なら別れさせます!（英語版）（ティファニー）
- ターミネーターズ
- ディードラ&レイニーの列車強盗（ディードラ〈アシュリー・マレー〉）
- ディープ・コア2010（ミランダ・レイン）
- デス・トンネル（英語版）
- ネバー・サレンダー 肉弾突撃（英語版）（シンシア（ケリー・B・ジョーンズ））
- バイオ・スピーシーズ（ケルシー〈レベッカ・ウィンドハイム〉）
- バトル・イン・シアトル（ルー（ミシェル・ロドリゲス））
- パニック・エレベーター（フランチェスカ）
- バビロンA.D.
- PANDEMIC 感染惑星（アンナ〈ローラ・ベルトラム〉）
- ヒットマン
- フェイク シティ ある男のルール
- ぼくとボビーの大逆転（英語版）（メアリー・マクファーソン）
- ほぼ300<スリーハンドレッド>
- マーリー2 世界一おバカな犬のはじまりの物語（英語版）
- ミスト
- メトロポリス2035
- MIB メン・イン・バカ（ジェシカ）
- ラブリーボーン（クラリッサ）
- ランボー/最後の戦場 ※ソフト版
- リリス（ミッシェル・リリス〈コートニー・パルク〉）
- レッド・ブロンクス ※テレビ東京版
- 連鎖犯罪/逃げられない女（ヴァネッサ・ルッツ（リース・ウィザースプーン））※新ソフト版
- ワールド・オブ・ライズ

#### ドラマ
- 華麗なるペテン師たち2 #1
- 華麗なるペテン師たち3 #1
- ギルモア・ガールズ #84
- グレイズ・アナトミー
- 宮 -Love in Palace-（イ・ガンヒョン）
- コールドケース
  - コールドケース3
  - コールドケース4 #16
  - コールドケース5 #1、9
  - コールドケース6（1953年のベティ・スー）#9
- CSI:8 科学捜査班 #11
- CSI:9 科学捜査班（シルヴィア・マリック） #18
- CSI:ニューヨーク4 #17
- CSI:ニューヨーク5 #19
- ジーク アンド ルーサー
- 大秦帝国（熒玉）
- Dr.HOUSE2
- プッシング・デイジー 〜恋するパイメイーカー〜
- プライベート・プラクティス 迷えるオトナたち
- マードック・ミステリー 〜刑事マードックの捜査ファイル〜（エイドリアン）
- 魔術師 MERLIN
- ミッシング3

#### アニメ
- チャギントン（ローリー）

### 舞台
- 妻のへそくり （2002年） - エレナ 役
- 孔雀館 （2002年） - リリアーヌ 役
- HOTEL ZOO （2003年） - マーガレット役、ギャブリエル 役
- 野性の女 （2004年） - テレーズ 役
- 野性の女 （2006年） - ジャネット役、台所女 役

### 音楽CD
- こえでおしごと! The ANIMATION オープニングテーマ「恋の魔法」（藁園文花）

### シリーズ一覧
1. ↑  第1期（2011年）、第2期『ゆるゆり♪♪』（2012年）、第3期『ゆるゆり さん☆ハイ！』（2015年）